# Jon Uriarte
Jon Emili Uriarte, född 15 oktober 1961 i Buenos Aires, är en argentinsk före detta volleybollspelare.
Uriarte blev olympisk bronsmedaljör i volleyboll vid sommarspelen 1988 i Seoul.